# Cyd Schulte
Cyd Schulte (eigentl. Kathryn Cydne Schulte, * 2. März 1975) ist eine US-amerikanische Filmschauspielerin.

## Leben
Cyd Schulte verfügt über einen Master-Abschluss der University of New Mexico auf dem Gebiet des Wasserressourcen-Managements.
Seit 2006 betätigt sie sich als Schauspielerin, sie war in einigen kleineren Nebenrollen in US-Film und Fernsehproduktionen sowie in Kurzfilmen zu sehen.

## Filmografie (Auswahl)
- 2007: The Flock – Dunkle Triebe (The Flock)
- 2007: The Hood Has Eyez
- 2008: The Thirst: Blood War
- 2009: Breaking Bad (Fernsehserie, eine Folge)
- 2010: Wild Horses (Kurzfilm)
- 2012: Tiger Eyes
- 2012: 5 Shells
- 2014: The Night Shift (Fernsehserie, eine Folge)
- 2018: Thank You, 5 (Fernsehserie, 3 Folgen)